# Oheň s ohněm
Oheň s ohněm (anglicky Fire with Fire) je americké romantické drama, natočené roku 1986 režisérem Duncanem Gibbinsem. Hudbu zkomponoval Howard Shore.
Příběh zachycuje osudy mladé dívky, která se jako studentka katolické školy vydává na útěk s uprchlíkem z blízkého vězeňského tábora. Na filmovém plátně se v rolích představili Virginia Madsenová, Craig Sheffer, Kate Reidová, Kari Wührerová, Tim Russ a D. B. Sweeney.
Neotextovaná skladba, později nazpívaná Madonnou v podobě singlu „Live to Tell“, byla složená Patrickem Leonardem pro tento film. Poté, co ji studio Paramount Pictures odmítlo, když nedůvěřovalo Leonardovi jako tvůrci hudby k celému snímku, nahradilo jej Shorem. Následně byla původní píseň použita v dramatu Na dosah.

## Děj
Příběh pojednává o milostném poměru mladého delikventa Joea Fiska s okouzlující posluchačkou katolické školy Lisou Taylorovou v prostředí hlubokých oregonských lesů. Pár se střetává náhodně ve chvíli, kdy mladík prchající při cvičném útěku, a pronásledován spoluvězni, naráží na dívku v lese. Ta se fotografuje v ležící podobě Ofelie z obrazu Johna Everetta Millaise. 
Po oboustranném vzplanutí citů je vzájemnému kontaktu bráněno ze strany školy i pracovního tábora. Překážky vyúsťují ke společnému útěku, aby se milenci pokusili nalézt prchavé štěstí mimo autoritu úřadů a zákona. 

## Obsazení
| Craig Sheffer      | Joe Fisk             |
| Virginia Madsenová | Lisa Taylorová       |
| Jon Polito         | pan Duchard, boss    |
| J. J. Cohen        | Myron, „Kreslič map“ |
| Kate Reidová       | sestra Victoria      |
| Jean Smartová      | sestra Marie         |
| Tim Russ           | Jerry Washington     |
| Kari Wührerová     | Gloria               |
| D. B. Sweeney      | Thomas Baxter        |
| Ann Savageová      | sestra Harriet       |
| David Harris       | Ben Halsey           |